# Robert Loggia
Robert Loggia, nascido Salvatore Loggia (Nova Iorque, 3 de janeiro de 1930 - Los Angeles, 4 de dezembro de 2015),  foi um ator estadunidense. Mais conhecido pelo personagem Frank Lopez no filme Scarface em 1982.

## Biografia

### Antes da fama
Loggia, um ítalo-americano, nasceu em Staten Island, filho de Elená, uma empregada, e Benjamin Loggia, um sapateiro. Depois de estudar no Wagner College e jornalismo na Universidade de Missouri (Turma de 1951), serviu no Exército Americano.

### Carreira
Começou uma longa carreira como auxiliar de atores, tanto na televisão como no teatro. Alguns de seus principais papéis foram em filmes como Scarface com Al Pacino, Over the Top (Br: Falcão - O Campeão dos Campeões) com Sylvester Stallone, Big (Br: Quero Ser Grande) com Tom Hanks e Independence Day com Will Smith. Foi indicado ao Oscar de Melhor Ator Coadjuvante por seu papel no filme Jagged Edge (Brasil: O Fio da Suspeita / Portugal: O Fio do Suspeito).

### Doença e morte
Em 2010 foi diagnosticado com a doença de Alzheimer. Morreu em 4 de dezembro de 2015 em Los Angeles, aos 85 anos. Sepultado no Westwood Village Memorial Park Cemetery.